# Bannière d'Ejin Horo
La bannière d'Ejin Horo (mongol : ᠡᠵᠢᠨ
ᠬᠣᠷᠣᠭ᠎ᠠ
ᠬᠣᠰᠢᠭᠤ, VPMC : Ejin Qoroɣ-a qosiɣu ; chinois : 伊金霍洛旗 ; pinyin : yījīnhuòluò Qí) est une subdivision administrative de la région autonome de Mongolie-Intérieure en Chine. Elle est placée sous la juridiction de la ville-préfecture d'Ordos.

## Histoire
Les bannières ont été constituées sous la dynastie Qing, en 1649.

## Culture

### Patrimoine
Le Mausolée de Gengis Khan dont il tire le nom est situé sur son territoire. Les mongols appellent ce mausolée, Yeke-Etjen-Koro' (Le Palais du Grand Seigneur).

## Démographie
La population de la bannière était de 144 093 habitants en 1999.

## Transports
La bannière comporte le principal aéroport de la ville-préfecture d'Ordos, l'aéroport d'Ordos Ejin Horo.

## Faits de société
Selon la Laogai Research Foundation, la mine de charbon de Lijiata y servirait de laogai (« camp de rééducation par le travail »), en liaison avec la prison d'Ejin Horo.